# Haus Bruch (Kirchhundem)
Haus Bruch ist ein Einzelhof mit vier Einwohnern im Norden der Gemeinde Kirchhundem im Kreis Olpe (Nordrhein-Westfalen) und ehemaliger Sitz der adligen Herren von Bruch.

## Geografie

### Geografische Lage
Haus Bruch liegt am nördlichen Rand der Talaue des Hundemtales kurz unterhalb der Mündung der Selbecke. Die Talaue und der Talhang nördlich werden als Wiesen und Viehweiden bewirtschaftet während auf den übrigen Gebieten überwiegend Fichtenhochwald wächst. Etwa 500 m nordwestlich führt die Trasse des Kriegerweges – eines mittelalterlichen Fernwegs – vorbei.

### Nachbarorte
Die nächstgelegenen Orte sind Selbecke 0,5 km östlich, Würdinghausen 1,5 km westlich und Marmecke 2 km südlich.

## Geschichte
Haus Bruch ist vermutlich Mitte des 14. Jahrhunderts aus einem Eigengut der Vögte von Hundem entstanden, die sich fortan von Bruch nennen. Eine Urkunde aus dem Jahr 1356 berichtet, dass der Edelherr Johann von Bilstein sie und ihr Haus in seinen Schutz nimmt. In der Folgezeit stellt die Familie von Bruch Burgmänner und von 1421 bis zum Ende der märkischen Zeit im Jahr 1445 auch den Amtmann auf Burg Bilstein.

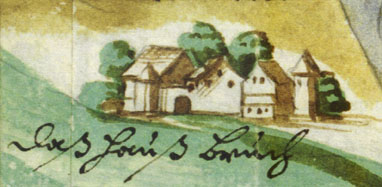
Ausschnitt aus einer Jagdkarte des Hauses Bruch (17. Jh.)

1628 wird Haus Bruch als Castrum Broch (Burg Bruch) bezeichnet und 1680 als unser freyadelich Haus mit Gräften und Wällen beschrieben. Bereits während des Dreißigjährigen Krieges beginnt der Niedergang des Hauses Bruch. Der aufwendige Lebenswandel führt zu einer zunehmenden Verschuldung und in deren Folge Landverkauf. Die ursprüngliche Vormachtstellung im oberen Hundemtal übernehmen mehr und mehr die Herren von Fürstenberg und ihr Schloss Adolfsburg wenige Kilometer flussaufwärts.
Im Jahr 1761 erlischt mit dem Tode von Johann Nikolaus von Bruch die männliche Linie der Herren v. Bruch. Der verbliebene Besitz geht zunächst an die von Schade und später an die von Fürstenberg über, die ihn in ihre eigenen Besitzungen eingliedern. Das Gut selbst wird als Pachtgut weiter geführt und nach dem Zweiten Weltkrieg schließlich an den Pächter verkauft.
Vom früheren adeligen Haus finden sich heute keine sichtbaren Spuren mehr. Die Eintragung in der Oberhundemer Jagdkarte von 1743 zeigt noch zwei Gebäude und eine größere barocke Gartenanlage, allerdings ohne Gräften. Die heutigen Gebäude wurden 1881 (Wohnhaus) und 1938/39 (Scheune) errichtet.

## Sehenswürdigkeiten

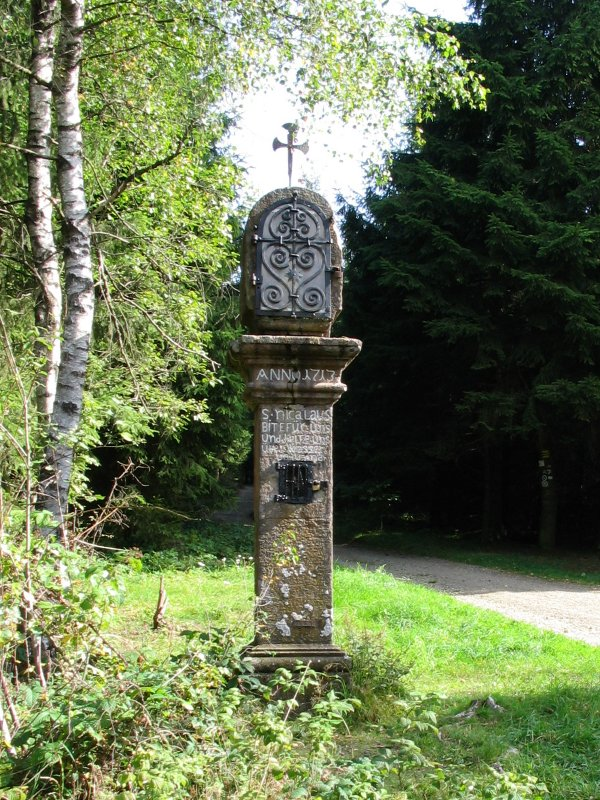
Steinernes Kreuz

Etwa 2 km nördlich von Haus Bruch befindet sich im Wald das Steinerne Kreuz, ein St. Nikolaus geweihter Bildstock aus dem Jahr 1713. Die Legende erzählt, dass zwei Reisende auf dem Kriegerweg beim Totenohl bei Gleierbrück die Hochwasser führende Lenne durchqueren wollten. Der Erste kniete nieder, sprach ein Gebet zu St. Nikolaus, dem Schutzpatron der Reisenden, und überquerte den reißenden Fluss unbeschadet. Der Zweite verlachte die Frömmigkeit des Ersten, stürzte und kam in den Fluten um. Aus Dank für die unversehrte Flussüberquerung ließ der erste Reisende daraufhin auf der Anhöhe hoch über der Furt den Bildstock errichten.

## Verkehr
Über eine kurze Stichstraße wird die Landstraße L 553 erreicht, auf der auch die Buslinie R36 der VWS verkehrt.